# 須臾
須臾（しゅゆ）は、10-15（1000兆分の1）であることを示す漢字文化圏における数の単位である。逡巡の1/10、瞬息の10倍に当たる。
朱世傑『算学啓蒙』（値が異なる）や程大位『算法統宗』に見えるが、現実には使われない。
10-15は、メートル法のSI接頭語ではフェムト (f) に相当する。現代の中国では音訳の「飛(fēi)」が使われる。
なお、須臾という言葉には、「しばらく」「少しの間」「瞬時」の意味がある。「しばらく」と訓まれることもある。